# علامة صح
علامة الصح (✓, ✔) أو علامة الاختيار أو علامة التصحيح أو الصح هي علامة تُستخدم للدلالة على مفهوم الاختيار أو الإيجاب أو الموافقة. كما قد تستخدم علامة (✖) للدلالة على الاختيار أيضاً وذلك غالباً ما يكون في التصويت والأوراق الانتخابية، ولكن في غير ذلك من الحالات فإنه يدل على الرفض أو الخطأ أو الإخفاق. وغالباً ما تحوي الاستمارات المطبوعة والوثائق وكذلك برامج الكمبيوتر والنماذج الإلكترونية على مربع صغير توضع فيه علامة الصح. 

## الاختلافات العالمية
في بعض الدول قد يختلف معنى العلامة ويصبح أكثر تعقيداً وفيه الكثير من الالتباس، ففي المدارس السويدية وضع علامة ✓ يعني أن الجواب غير صحيح، بينما توضع علامة R من الكلمة السويدية rätt والتي تعني «صحيح».
 وكذلك الأمر في فنلندا، فإن علامة ✓ تشير إلى الكلمة väärin، والتي تعني «خطأ»، لتشابهها مع حرف الـv، للدلالة على أن الجواب صحيح، وللإشارة على أن الإجابة خاطئة يُستخدم الرمز{\displaystyle \cdot \!/\!\cdot }، وهو خط مائل مضاف إليه نقطتين من على جوانبه. 
 في اليابان وكوريا، يستخدم الرمز O (ماروجوروشي) بدلاً من علامة الاختيار، بينما تستخدم علامة الاختيار بدلاً من علامة ✖.

## الترميز الموحد
تصنيف الـ«علامات، أخرى» لنظام الترميز الموحد يعطي العديد من علامات الاختيار المختلفة:
- U+237B: تعطي الرمز ⍻ (ليست علامة اختيار).
- U+2611: تعطي الرمز ☑ (علامة اختيار صندوق التصويت).
- U+2705: تعطي الرمز ✅ (علامة اختيار بيضاء غليظة).
- U+2713: تعطي الرمز ✓ (علامة اختيار).
- U+2714: تعطي الرمز ✔ (علامة اختيار غليظة).

في برامج مايكروسوفت أوفيس، يمكن الحصول على العلامة من خلال الضغط على الأزرار Alt+9989, Alt+10004, and Alt+10003.

## التاريخ
يُعتقد أن علامة الصح أُنشئت أثناء الإمبراطورية الرومانية. الرمز "V" كان يستخدم كاختصار لكلمة "veritas"، والتي تعني 'صحيح'. ومع الوقت أصبحت تستخدم للدلالة على الموافقة، والصح، والتأكيد على بنود القائمة. مع الوقت، بدأ تصميمها يختلف. عندما بدأ الناس محاولة تسريع كتابتهم، أصبح الجانب الأيمن ممدود أكثر. في حين أن الجانب الأيسر أصبح باهت وأقصر أكثر مع الوقت بسبب عدم نزول الحبر فور البدء في الكتابة، مما أنتج العلامة التي نعرفها اليوم.

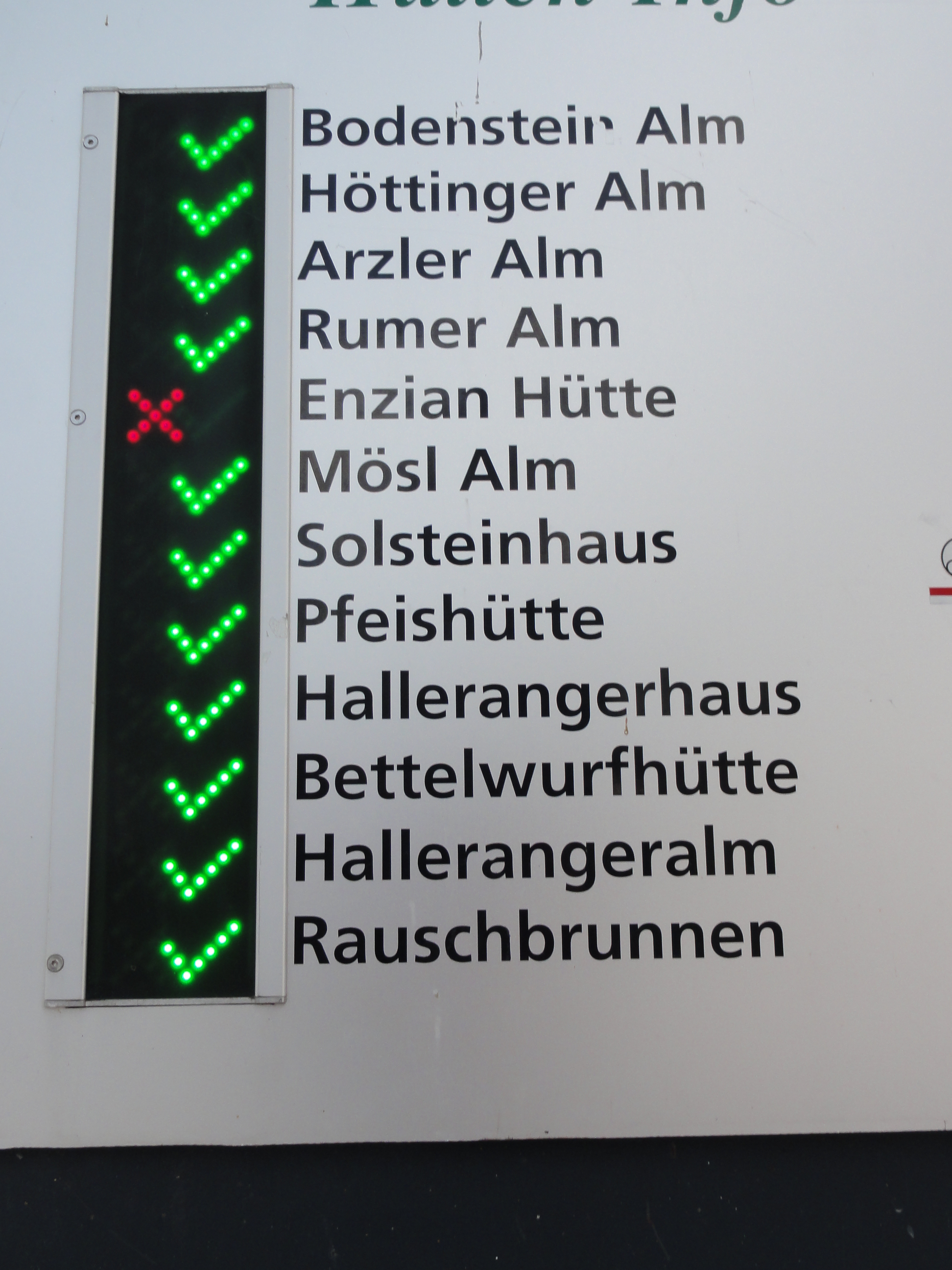
إحدى المحطات تشير إلى الأماكن التي يمكن الوصول إليها والأماكن التي لا تغطيها كالمراعي والأكواخ الجبلية وذلك بالإشارة إليها بعلامة الاختيار.

## وصلات خارجية
- علامة الاختيار على موقع File Format.